# Emerald Mound
Le site archéologique d’Emerald Mound, à Selsertown dans les environs de Stanton (Mississippi), est un site archéologique de la culture de Plaquemine, à la fin de la période Mississippienne. Il est géré dans le cadre du conservatoire de la Piste Natchez. Les vestiges remontent à la période comprise entre 1200 et 1730 apr. J.-Chr. C'est le site type de la « phase Emerald » (amérique coloniale) de la culture de Plaquemine et ces tertres étaient toujours fréquentés par les Natchez historiques pour leurs cérémonies sacrées. La pyramide à terrasse est, après celle de Monk's Mound à Cahokia, le deuxième plus grand remblai précolombien du pays.
La pyramide s'étend sur 3,2 ha et affecte un plan rectangulaire de 230 m par 133 m à la base ; sa hauteur est de 11 m. Emerald Mound présente une plate forme encadrée par deux môles plus petits aux extrémités. Elle a été terrassée autour d'une colline naturelle. Les voyageurs du début du XIXe siècle ont relevé l'existence de plusieurs moles secondaires et la présence d'un fossé périphérique, qui ont disparu depuis. Ce site possédait autrefois six autres tertres secondaires qui ont été arasés par suite du labourage agricole. Emerald Mound a été conforté par le National Park Service en 1955. Il a été classé National Historic Landmark en 1989.

## Préhistoire
Emerald Mound, édifié entre 1250 et 1600 apr. J.-Chr., est le site type de la « phase Emerald » de la culture de Plaquemine. Il a été le grand sanctuaire d'une population villageoise amérindienne dispersée dans les comtés environnants. Le site doit son nom actuel à une plantation historique, dont le domaine comprenait au XIXe siècle la totalité de ces pyramides. La plus haute pyramide a été aménagée autour d'une colline naturelle, par remblais rapportés de main d'homme sur chaque coteau, donnant à l'édifice sa forme artificielle de pentagone oblong. Il y a deux tertres plus petits aux extrémités du plateau : le plus grand, à la pointe ouest, mesure 58 m par 49 m à la base et sa hauteur est de 9 m. Les autres moles de l'esplanade ont dû servir de foyer aux dignitaires politiques et religieux indiens.

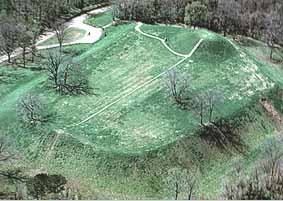
Emerald Mound vu d'avion.

Le plateau surplombe la plaine environnante d'environ 20 m. D'anciens croquis suggèrent qu'il y a eu à la période coloniale six tertres mineurs, trois de chaque côté, flanquant la pyramide centrale : ils auraient disparu au cours du XIXe siècle sous l'action conjuguée de l'érosion et du labourage. À l'origine, un fossé artificiel entourait les superstructures du complexe religieux.
Les archéologues estiment que les bâtisseurs de la culture de Plaquemine étaient les ancêtres des Natchez historiques, qui occupaient le pays, et honoraient Emerald Mound comme leur principal sanctuaire à l'époque de l’arrivée des premiers Européens. À son apogée, Emerald Mound était leur centre politique et religieux, le sanctuaire se trouvant sur le plateau même, trait inhabituel chez les mound builders amérindiens. Les tertres secondaires formaient la base d'un temple et abritaient les dignitaires politiques et religieux. À la fin des années 1730, les Natchez avaient déserté Emerald, sans doute par suite des bouleversements sociaux résultant des maladies importées d’Europe dans le Sud par l'expédition de Soto dans les années 1540. À l'époque de l’Expédition de La Salle (1682), le principal sanctuaire de la tribu était celui de Grand Village of the Natchez (dit Fatherland site), à 20 km au sud-ouest. Emerald a été déserté à l'époque de la Nouvelle-France, et le chef héréditaire résida désormais à Grand Village. Les fidèles de la tribu étaient dispersés dans les villages et fermes alentour : ils se retrouvaient périodiquement au sanctuaire pour des rites et festivités diverses. Il semble que ces réunions aient été les ultimes manifestations authentiquement amérindiennes le long du Mississippi.

## Fouilles archéologiques

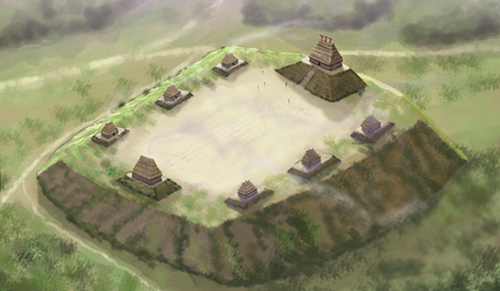
Emplacement des 8 tertres secondaires

Les premières fouilles ont été menées en 1838, et les résultats ont été consignés par John C. Van Tramp dans son ouvrage Prairie and Rocky Mountain Adventures, or, Life In The West. Le site a été soigneusement borné, des poteries et des sépultures ont été dégagées, et les chercheurs ont retrouvé la trace de huit moles secondaires et d'un large fossé périphérique. puis au fil des décennies, de nouvelles fouilles se sont succédé : la dernière date de 1972. Les restes d'animaux, les tessons de poteries, les restes d'outils et la stratigraphie, analysés par les archéologues du National Park Service, permettent de reconstituer le milieu des amérindiens d'Emerald.
Les propriétaires ont fait donation du site au National Park Service (NPS) dans les années 1950. Pour remédier aux dommages de l'érosion, le NPS a reconstitué les tertres secondaires, ensemencé la surface, tracé un sentier et aménagé des escaliers depuis le parking voisin.